# となりの美男
『となりの美男』（となりのイケメン、ハングル：이웃집꽃미남   en:My_Cute_Guys）は、2013年1月7日から同年2月26日まで韓国・tvNで放映されたテレビドラマ。全16話  、Yoo Hyun-sookのウェブトゥーンに基づいた2013年の韓国のロマンチックコメディテレビシリーズで、「 I Steal Peeks At Him Every Day （ハングル: 나는 매일 그를 훔쳐본다 ）。  パク・シネは、屋外に出かけることのない孤独な少女として主演しているが、通りの向こう側の隣人が別の男（ユン・シユン）にストークされているのを見つけ、彼らの奇妙な関係が後に殻から引き離すことに      

## あらすじ
オーシャンビレッジ402号のコ・ドンミ（パク・シネ）は周りに自分の存在を明かさず、それなりにとても平和な人生を送っている。昨秋、偶然出会った「向かいの家の男性」テジュン（キム・ジョンサン）を毎日覗き見ることが自然と日常になり、1人だけのロマンスを楽しんでいる。しかし、テジュンが暮らしている家に越してきたエンリケ・クム（ユン・シユン）にバレてしまい、ドンミの平和な日常は一変する。タイプの違うイケメンたちが、引きこもりのヒロインの心のドアを開くべく奮闘し、ヒロインの心情を繊細に描いたロマンティックラブコメディ。

## 登場人物
- コ・ドンミ：パク・シネ / 日本語吹替 - 高橋美佳子

　  402号室住人。在宅校正者で高校時代のある事件がトラウマで引きこもりに。
- エンリケ・クム（ケグム）：ユン・シユン / 日本語吹替 - 佐藤拓也

　  スペイン育ちの人気ゲーム作家。
- オ・ジンラク（オ・ジェウォン） ：キム・ジフン / 日本語吹替 - 福田賢二

　  401号室住人。売れないウェブ漫画作家。
- ユ・ドンフン：コ・ギョンピョ / 日本語吹替 - 川野剛稔

　  ジンラクの住み込みアシスタント。
- ワタナベ・リュウ：水田航生[11]

　  403号室住人。韓国料理を学ぶためにやってきた日本人留学生。
- チャ・ドフィ：パク・スジン  / 日本語吹替 - 豊口めぐみ

　  ドンミの同級生で、ショッピングモールCEO。
- ハン・テジュン ：キム・ジョンサン  / 日本語吹替 - 西健亮

　  ケグムの従兄で、ドンミが覗き見ているイケメン。

## OST
1. となりの美男（タイトル）-이크거북
2. Ready-Merry-Go！ -ロマンチックパンチ
3. Talkin'Bout Love- J Rabbit
4. 私はそれがあなただったらいいのに-イ・ジョン
5. ピッチブラック-パク・シネ
6. デートしたい-ユン・シユン
7. その日の思い出-이크거북
8. 私はあなたのために目を覚ます-キム・スルギfeat。コ・ギョンピョ
9. 私を見てください-ソン・ホヨン
10. ピッチブラック（アコースティックver。 ）-パク・シネ
11. 私はそれがあなただったらいいのに（Inst。 ）
12. Talkin'Bout Love（Inst。 ）
13. 私はあなたとデートしたい（Inst。 ）
14. 私はあなたのために目を覚ます（Inst。 ）
15. Ready-Merry-Go！ （Inst。 ）
16. 彼女について（その女性の物語のテーマ）-이크거북

## 視聴率
| Ep   | 放送日        | 平均視聴率 |
| Ep   | 放送日        | 全国       |
| ---- | ------------- | ---------- |
| 1    | 2013年1月7日  | 0.552％    |
| 2    | 2013年1月8日  | 0.841％    |
| 3    | 2013年1月14日 | 1.228％    |
| 4    | 2013年1月15日 | 1.504％    |
| 5    | 2013年1月21日 | 1.309％    |
| 6    | 2013年1月22日 | 1.690％    |
| 7    | 2013年1月28日 | 1.445％    |
| 8    | 2013年1月29日 | 1.409％    |
| 9    | 2013年2月4日  | 1.003％    |
| 10   | 2013年2月5日  | 1.390％    |
| 11   | 2013年2月11日 | 1.356％    |
| 12   | 2013年2月12日 | 1.470％    |
| 13   | 2013年2月18日 | 1.302％    |
| 14   | 2013年2月19日 | 1.121％    |
| 15   | 2013年2月25日 | 1.190％    |
| 16   | 2013年2月26日 | 1.409％    |
| 平均 | 平均          | 1.264％    |

## 賞とノミネート
| 年     | 賞            | カテゴリー                   | 受信者     | 結果       |
| ------ | ------------- | ---------------------------- | ---------- | ---------- |
| 2016年 | tvN10アワード | ロマンチックコメディクイーン | パク・シネ | ノミネート |